# Bitva na řece Modder
Bitva na řece Modder byla vojenské střetnutí v druhé búrské válce, která skončila vážným neúspěchem generála Methuena při jeho tažení na osvobození Kimberley. Methuenovy síly při ní nic netušíc nakráčely do pasti, kterou jim připravil búrský generál Koos de la Rey a utrpěly těžké ztráty. Bitva ve výsledku znamenala nejen ztrátu kvalitně vycvičených mužů, ale podstatně zdržela Methuenův pochod a umožnila Búrům připravit se na rozhodující střetnutí, v němž Methuena drtivě porazili (bitva u Magersfontein).

## Popis bojiště
Řeka Modder představovala na trase jednotek generála Methuena postupujících podle trati nepříliš významnou překážku. Nebyla nijak hluboká ani široká a krajina kolem ní byla příliš plochá a holá, než aby poskytla obránci silné pozice. Generál Methuen tudíž dospěl k názoru, že při jejím přechodu nebudou Búrové dělat žádné problémy. Tento špatný odhad spojený s u něj tradiční neschopností provést alespoň orientační průzkum, byl hlavní příčinou britského neúspěchu.

## Před bitvou
Na búrské straně byla příprava na bitvu komplikována spory mezi nejvýše postaveným velitelem Pietem Cronjem a Koosem de la Reyem. Cronje se stejně jako Methuen domníval, že okolí řeky Modder není vhodné ke svedení bitvy, neboť se tam není kam schovat. Když Koos trval na svedení alespoň menší zdržovací bitvy, Cronje trval na tom, že Búrové klasicky zaujmou pozice na druhém břehu řeky než jsou Britové. Koos však nesouhlasil, protože chtěl Brity překvapit, a navrhl velmi neortodoxní taktiku: Búrové se skryjí na britském břehu řeky a okraj říčního koryta použijí jako zákop. Cronje nesouhlasil, nicméně poté, co se pro Koosův plán vyslovila většina velitelů, přestal klást odpor, opustil bojiště a přesunul se do týlu. (Patrně aby zajistil ústupové trasy, až se ten pitomý plán sesype).
Generál Methuen se svými muži přitáhl k řece Modder a po zběžném prohlédnutím terénu dalekohledem dospěl k názoru, že vzduch je čistý. Vzápětí však došlo k něčemu nepochopitelnému, neboť Cronje dal z týlu pokyn k přesunu dvou děl na lepší postavení. To bylo doslova šílené a mohlo to vést k naprosté katastrofě, neboť Britové přesunující se Búry spatřili a zahájili na ně palbu. Búrští dělostřelci tedy i s děly uprchli zpět. Ač je to absurdní, Methuena událost nijak nevzrušila. Označil to za ojedinělou akci búrského průzkumu, či za opožděnou prchající jednotku, a rozhodl se urychleně táhnout dál, neboť to vlastně považoval za důkaz, že je prchajícím Búrům v patách.

## Bitva
Britové se tedy v pochodové koloně blížili k říčnímu korytu, které bylo plné Búrů. Když se k řece přiblížili a bylo vidět, že kolem je pusto prázdno, Methuen jen ucedil ke svému pobočníkovi, že je již jasné, že tu na ně nikdo nečeká. Ten si zažertoval ve smyslu, že pokud by tam někde Búrové byli, museli by být „pozoruhodně namačkáni“. Nebyl to příliš podařený vtip a rozhodně byl špatně načasovaný, neboť vzápětí poté Búrové zahájili palbu. Její výsledek byl zničující. Britská kolona se pod ní rozpadla. Jednotky, které postupovaly zcela vepředu, se daly okamžitě na útěk a strhly s sebou i část hlavního tělesa. Zbytek armády složený z nejelitnějších oddílů se pokusil zformovat, ale pod smrtícím krupobitím kulek to bylo velice těžké a rozhodně mu v tom nepomohl Methuen, který nějakou dobu jen seděl na koni, v šoku nevěřícně zíral na děsivou scénu před sebou a zjevně měl vážné problémy pochopit, co se to vlastně děje. Když mu to konečně došlo, nechal své jednotky ustoupit od řeky, aby se mohly v klidu uspořádat. K večeru pak prudkým útokem prolomil búrské levé křídlo a překročil řeku, jeho muži však narazili na búrské zálohy v čele s Cronjem, které zastavily jejich postup a jelikož již byla noc, Methuen rozhodl, že pokračovat se bude zítra.
Během noci pak došlo k dalšímu střetu mezi Koosem a Cronjem. Koos zastával názor, že búrské pozice jsou dostatečně pevné a je možné je dále držet. Cronje to odmítal s tím, že přítomnost Britů na druhém břehu představuje enormní riziko a že by bylo šílenstvím riskovat obklíčení. Koos, jehož psychika byla zřejmě poněkud narušena smrtí jeho syna Adaana, který v bitvě padl, obvinil Cronjeho z neplnění povinností a zbabělosti, Cronje mu to vrátil, když ho označil za šílence, který je chce zničit. Poté vydal kategorický rozkaz ustoupit a Búrové tak pod rouškou tmy odtáhli směrem k Magersfontein.

## Zhodnocení
Výsledek bitvy lze hodnotit různě, ale jen těžko ji lze vykládat jako britský úspěch, byť se o to někteří vlastenecky založení britští historici zejména v první polovině 20. století pokoušeli (např. Arthur Conan Doyle). Ačkoliv se Britové probili na druhý břeh řeky a posléze pokračovali dál, střetnutí svým průběhem i výslednými ztrátami rozhodně neodpovídalo poměru sil a situaci. Celkově je nutno hodnotit jako úspěch Búrů, kteří přinutili Methuena k dlouhé zastávce (po bitvě nařídil několika denní odpočinek a postupoval pak mnohem obezřetněji) a způsobili mu vážné ztráty.